# Zwłoki (zespół muzyczny)
Zwłoki – wrocławski zespół punkrockowy istniejący w latach 1980–1982, uznawany za jednego z najważniejszych przedstawicieli lokalnej sceny niezależnej lat 80. XX wieku.
Zespół reaktywował się w 2012 r. dając m.in. koncert z okazji realizacji filmu dokumentalnego „Za to że żyjemy, czyli punk z Wrocka”.

## Działalność
Zespół w czasie swojej działalności dał zaledwie kilkanaście koncertów, mimo wszystko zyskał miano lokalnej legendy i prekursora muzyki punkowej na Dolnym Śląsku.
Zwłoki stały się bardziej znane po dołączeniu do kapeli „Skutera”, który jako były członek Twarzy Pedała zastąpił na basie „Leniwego”, który przeszedł na gitarę elektryczną. Drugim gitarzystą był „Kubeł”, na perkusji grał „Kucharz”, a na wokalu występował „Magilla”.
Do największych sukcesów zespołu należał występ na festiwalu Nowa Fala na Odrze w czerwcu 1981 r., oraz dwukrotne zwycięstwo w latach 1981 i 1982 na przeglądzie dolnośląskich zespołów rockowych „Muzyczny Start” organizowanym pod patronatem wrocławskich ośrodków Polskiego Radia i Telewizji Polskiej. Oba występy zespołu zostały zarejestrowane, a nagrania zaprezentowało zarówno Polskie Radio-Wrocław jak i w 1981 r., lokalny oddział TV w programie Jacka Wencla. Powstał amatorski teledysk do piosenki Za moimi drzwiami. W 1982 roku zespół zawiesił działalność, po czym zagrał kilka koncertów już bez „Kucharza”, który przeszedł do kapeli Sedes. Zwłoki zostały rozwiązane w 1983 roku.

## Oryginalny skład
- Andrzej Gonera pseudonim „Bonanza” – basista (zm. 2004)[1]
- Cezary Kamienkow pseudonim „Skuter” – basista (zastąpił Bonanze), autor większości tekstów i kompozytor muzyki do utworów  (zm. 2013)
- Wiesław Kopaczyński pseudonim „Kubeł” – gitarzysta
- Jacek Kosiński pseudonim „Magilla” – wokalista
- Maciej Siwonia pseudonim „Leniwy” – basista, a następnie drugi gitarzysta  (zm. 1986)[2]
- Adam Zalewski pseudonim „Kucharz” – perkusista (zm. 1997)[3]

## Reaktywacja

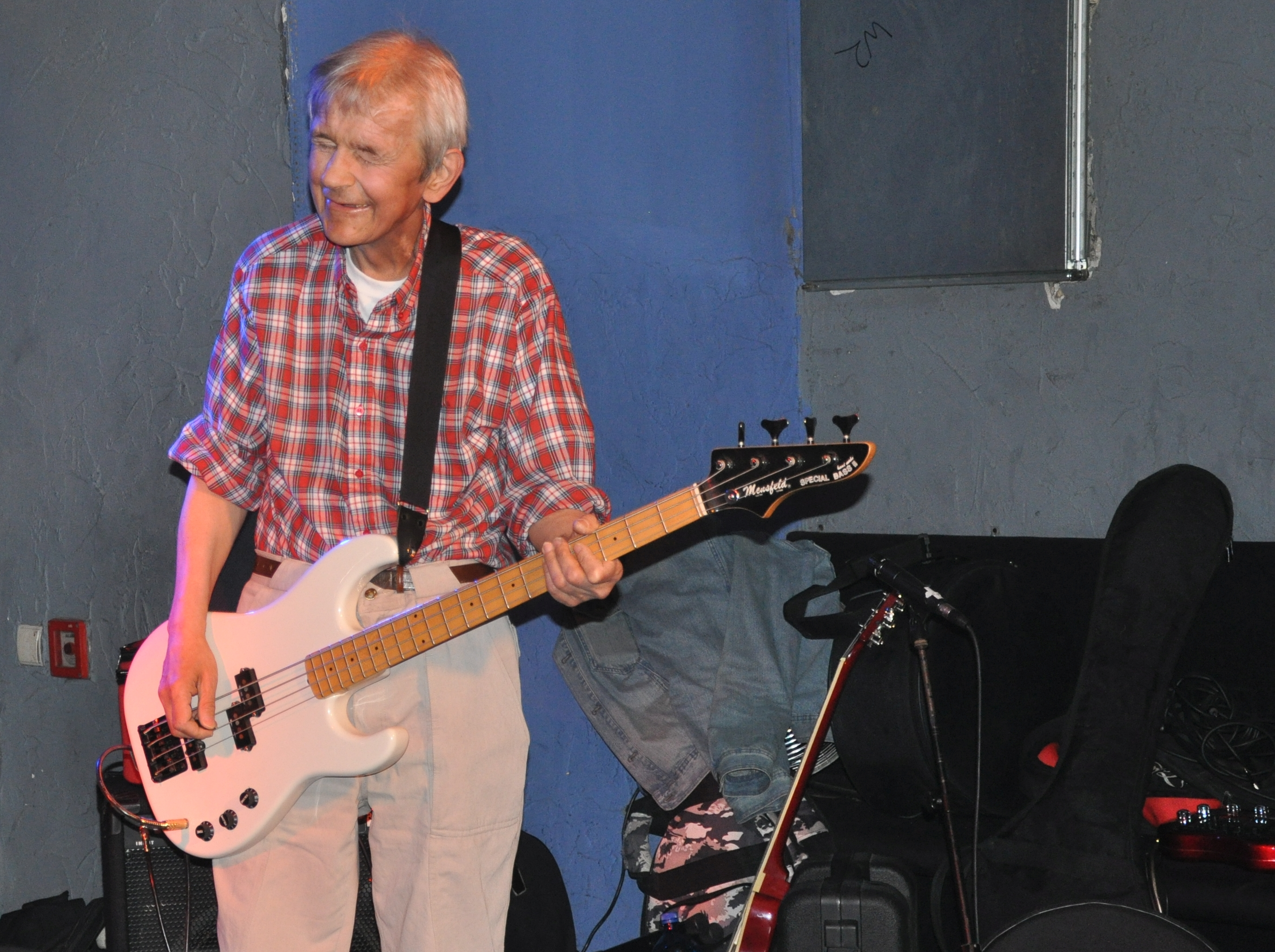
Cezary „Skuter” Kamienkow podczas koncertu Zwłok w klubie Łykend we Wrocławiu 25.05.2012 r.

Zespół reaktywował się w 2012 r., z okazji 30-lecia zakończenia działalności i przy okazji realizacji filmu dokumentalnego Za to że żyjemy, czyli punk z Wrocka w reż. Tomasza Nuzbana. Podczas historycznego koncertu Back To Punk we wrocławskim klubie Łykend, przy  ul. Podwale 37/38 – 25 maja 2012 r., poza reaktywowanymi Zwłokami wystąpił również zespół Pol Pot Boys istniejący w latach 1985–1988, Stan Oskarżenia, Latające Odchody i Kristafari Sound System. W trakcie koncertu zespół wykonał swoje dawne utwory, jak i nowy repertuar. Zespół wystąpił bez nieżyjących już Macieja „Leniwego” Siwonia i Adama „Kucharza” Zalewskiego, wzmocniony za to na perkusji przez Grzegorza Szustaka.
W planach były dalsze koncerty, a zespół realizował kolejne próby przygotowując materiał z dawnym perkusistą Sedesu Mariuszem „Kajtkiem” Janiakiem. Niestety 25 lutego 2013 r., w wyniku raka krtani zmarł autor tekstów i basista zespołu Cezary „Skuter” Kamienkow. Pomimo jego śmierci zespół koncertował z Piotrem „Jabolem” Segethem na basie.

## Aktualny skład
- Wiesław Kopaczyński „Kubeł” – gitarzysta
- Jacek Kosiński „Magilla” – wokalista
- Paweł Pajek „Pajdo” – basista
- Andrzej Grzelak „Lokówa” – gitarzysta
- Piotr Leszczyński „Jagger” – perkusista

## Repertuar
Do najbardziej znanych utworów z lat działalności zespołu należą utwory:
- „Mesjasz”
- „Nie jesteś mądry, nie jesteś piękny”
- „Za moimi drzwiami”